# Hyphodontia subglobosa
Hyphodontia subglobosa är en svampart som beskrevs av Sheng H. Wu 1990. Hyphodontia subglobosa ingår i släktet Hyphodontia och familjen Schizoporaceae.   Inga underarter finns listade i Catalogue of Life.